# Kirsten Flesch

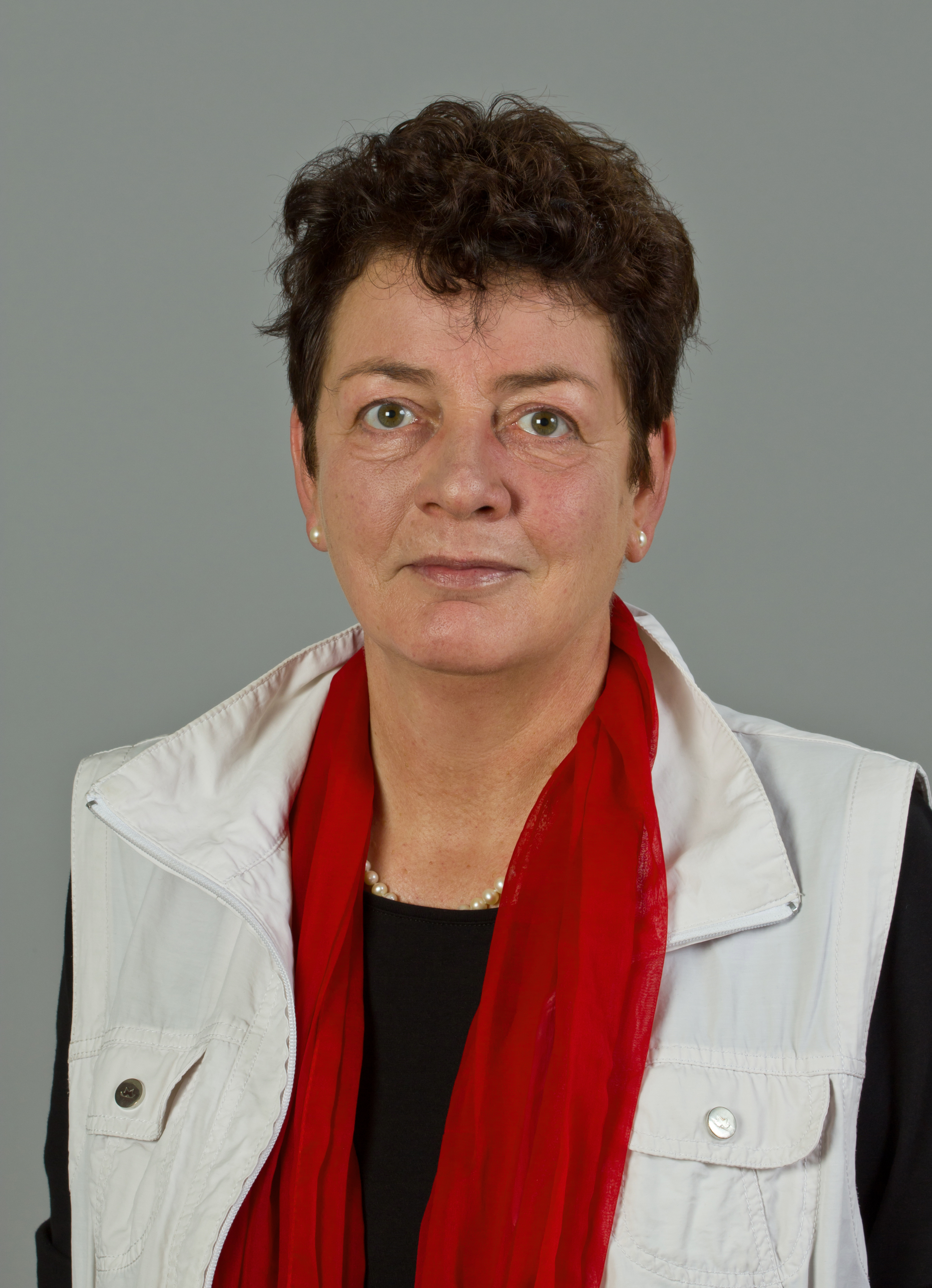
Kirsten Flesch

Kirsten Flesch (* 8. Juli 1957 in Remscheid) ist eine deutsche Politikerin (SPD). Sie war von 1995 bis 2016 Mitglied des Abgeordnetenhauses von Berlin.

## Leben und Studium
Flesch wuchs in Remscheid auf und lebt seit 1971 in Berlin. 1976 legte sie ihr Abitur in Berlin-Reinickendorf ab. Sie studierte Rechtswissenschaften an der Freien Universität Berlin und arbeitete als Rechtsanwältin, Baujuristin im Bezirksamt Hohenschönhausen und als Referentin in der Senatsverwaltung für Finanzen. Seit 1981 lebt sie in Berlin-Neukölln. Seit 2007 ist Flesch Vorsitzende der Arbeiterwohlfahrt Berlin-Südost.

## Politik
Flesch trat 1990 in die SPD ein. Sie war ab dem 30. November 1995 Mitglied des Berliner Abgeordnetenhauses und dort von 1995 bis 2000 stellvertretende Vorsitzende der SPD-Fraktion. Des Weiteren war sie im Parlament Sprecherin in den Ausschüssen Recht, Verfassungsschutz, Verwaltungsreform und Mitglied des Hauptausschusses. 2001 wurde sie im Wahlkreis Neukölln 1 mit 38,9 % der Erststimmen gewählt, 2006 mit 38,2 % der Erststimmen und 2011 mit 25,6 % der Erststimmen. 2016 schied sie aus dem Abgeordnetenhaus aus.